# Torre pendente di Suurhusen
La torre pendente di Suurhusen (tedesco: Schiefer Turm von Suurhusen) è un campanile tardomedievale a Suurhusen, un villaggio nella regione della Frisia Orientale in Bassa Sassonia (Germania nordoccidentale). 
Secondo il Guinness World Records era la torre più inclinata del mondo, benché nel 2010 la torre del Capital Gate di Abu Dhabi abbia rivendicato questo primato. Il campanile di Suurhusen rimane comunque la torre più pendente del mondo la cui inclinazione sia non intenzionale, battendo la celeberrima torre pendente di Pisa di 1,22°.

## Storia
La chiesa gotico-baltica di Suurhusen ricorda le antiche chiese fortezza. Originariamente, era lunga 32 metri e larga 9,35 metri. Nel 1450 la chiesa fu accorciata di circa un quarto e nello spazio ricavato fu costruita la torre. Quest'ultima attualmente pende con un angolo di 5,19°, in confronto ai 3,97° della torre di Pisa dopo la sua stabilizzazione.
Secondo lo storico locale Tjabbo van Lessen, la chiesa fu costruita nel Medioevo in un terreno paludoso su fondazioni di tronchi di quercia che furono isolate dall'acqua di falda. Quando la terra fu prosciugata nel XIX secolo il legno marcì, facendo inclinare la torre. Il campanile fu chiuso al pubblico nel 1975 per ragioni di sicurezza, e riaperto 10 anni più tardi dopo essere stato stabilizzato.

## Dati
- Superficie: 121 metri quadrati, 11 m x 11 m
- Altezza: 27,37 m
- Aggetto: 2,47 m
- Fondazioni: di mattoni spesse 2 m, poggiate su pali di quercia
- Peso totale: 2.116 t

## Galleria d'immagini

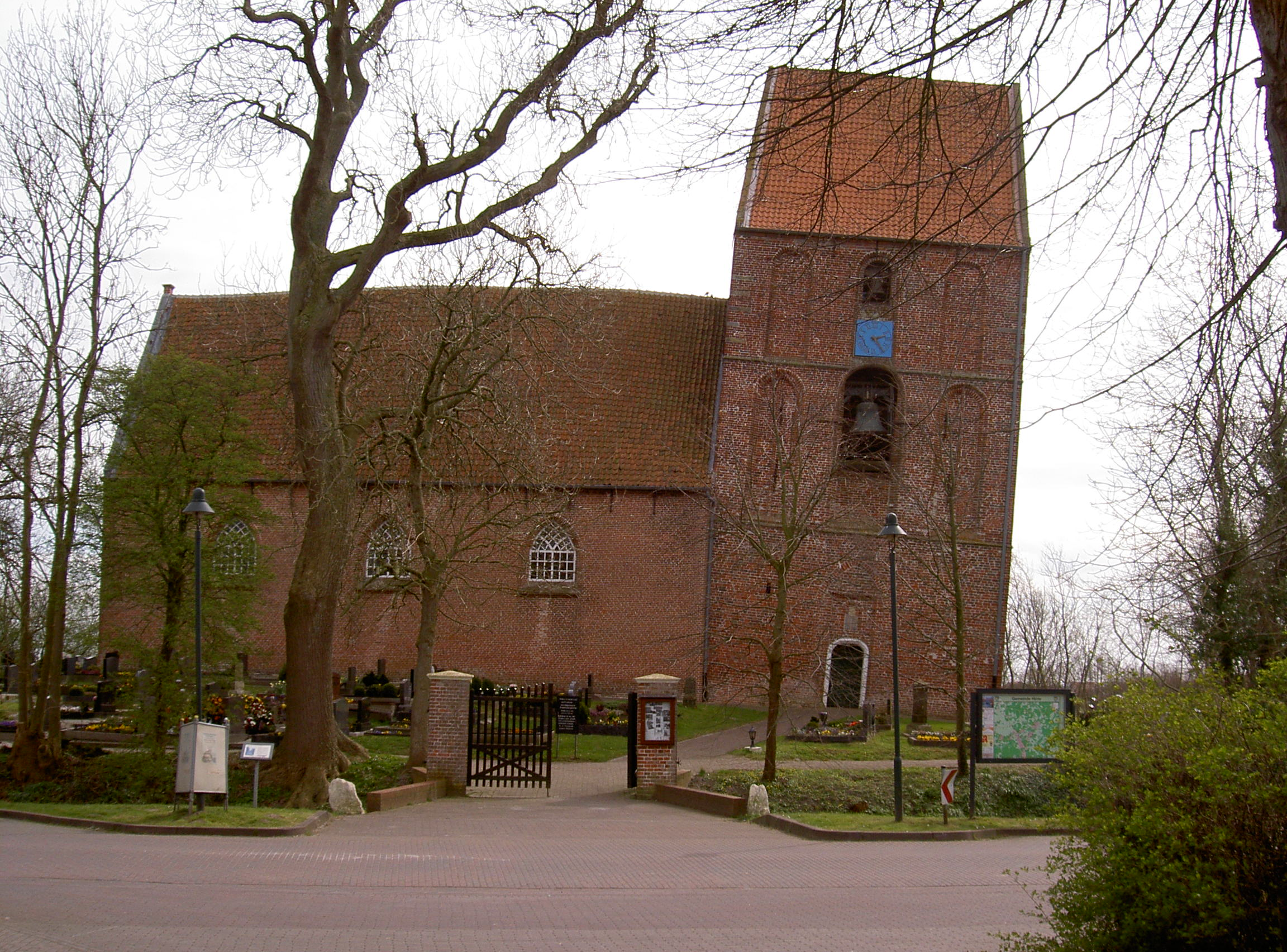
Veduta
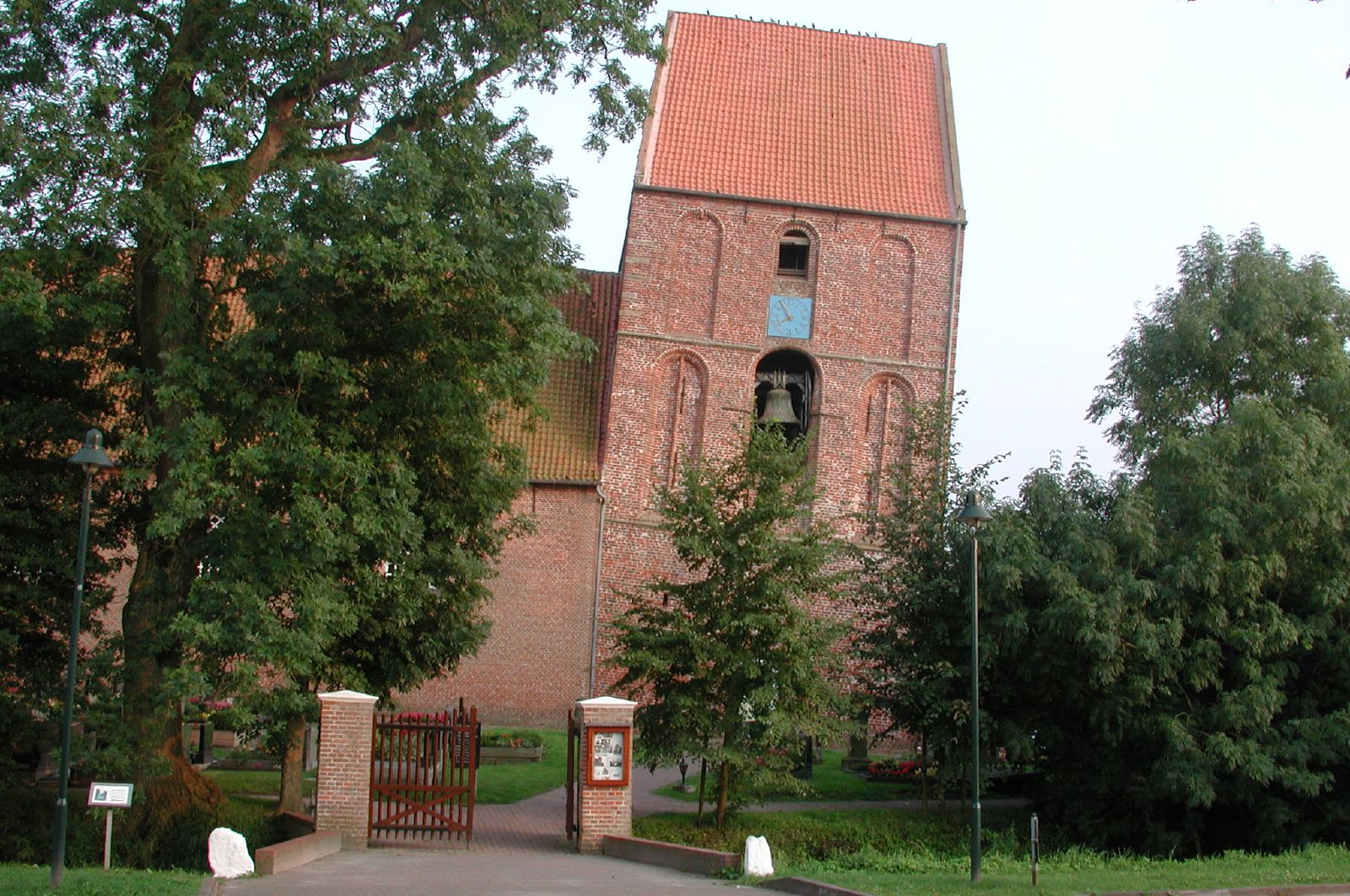
Veduta laterale
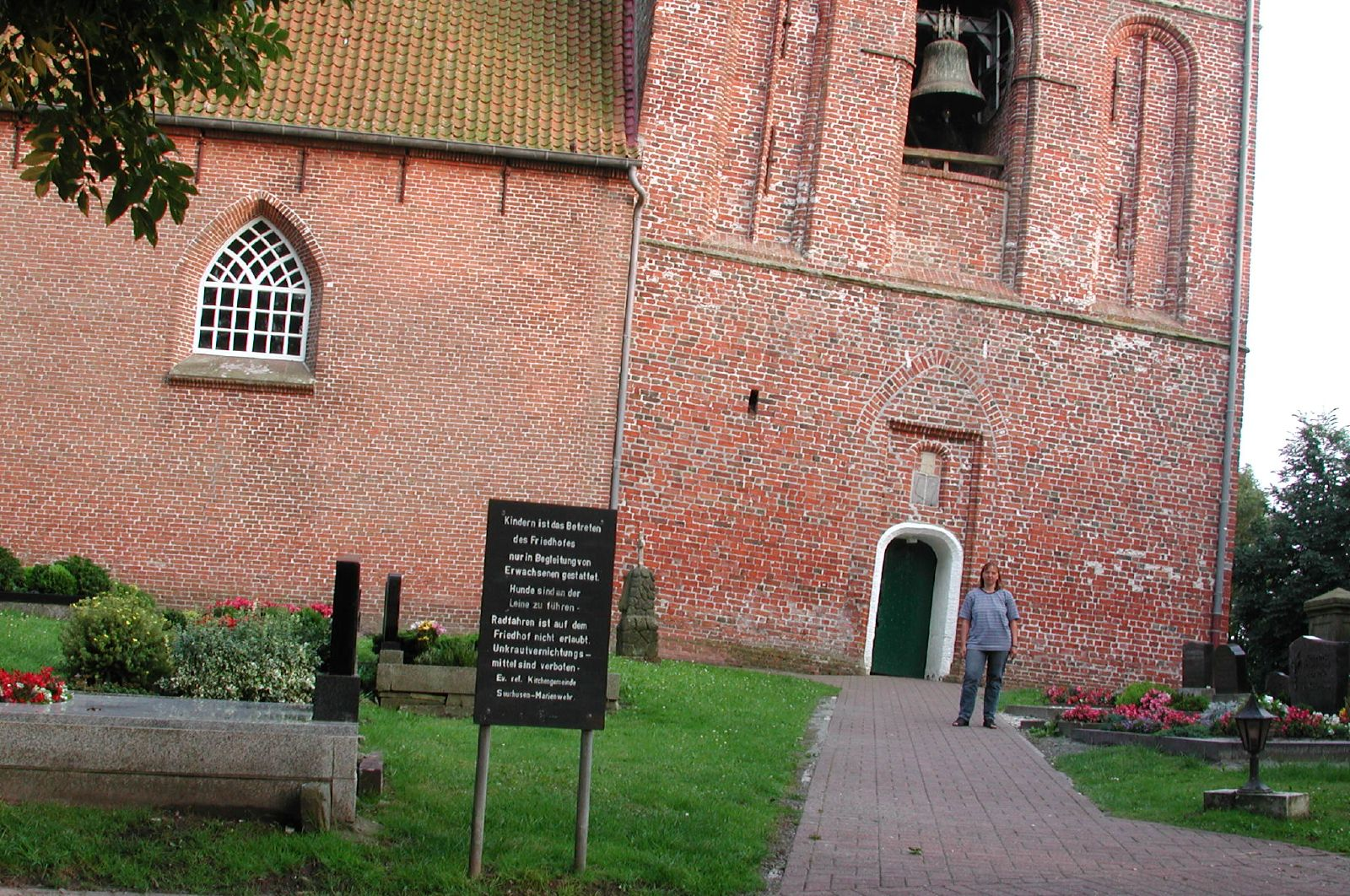
Entrata della torre
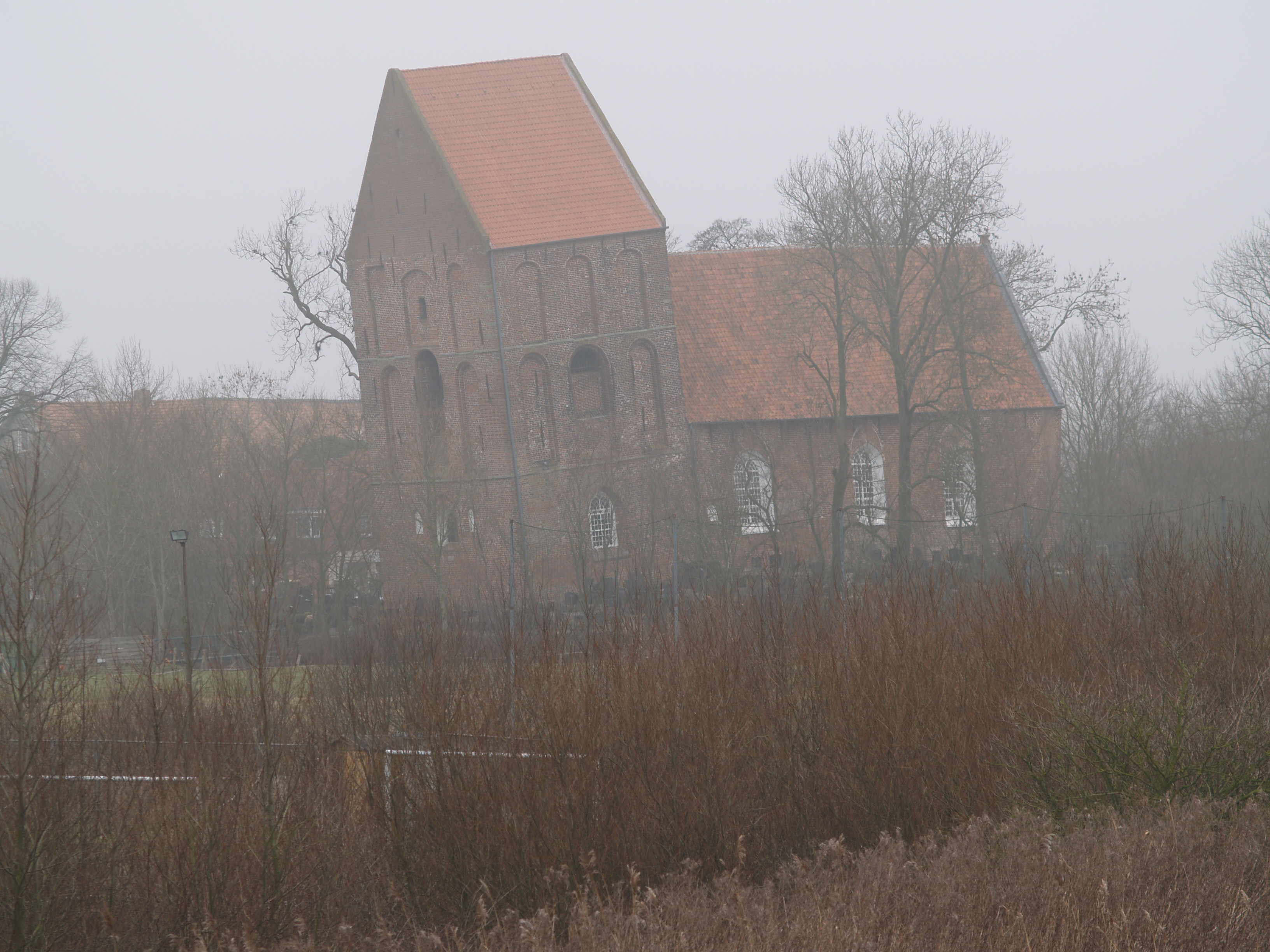
Veduta da est
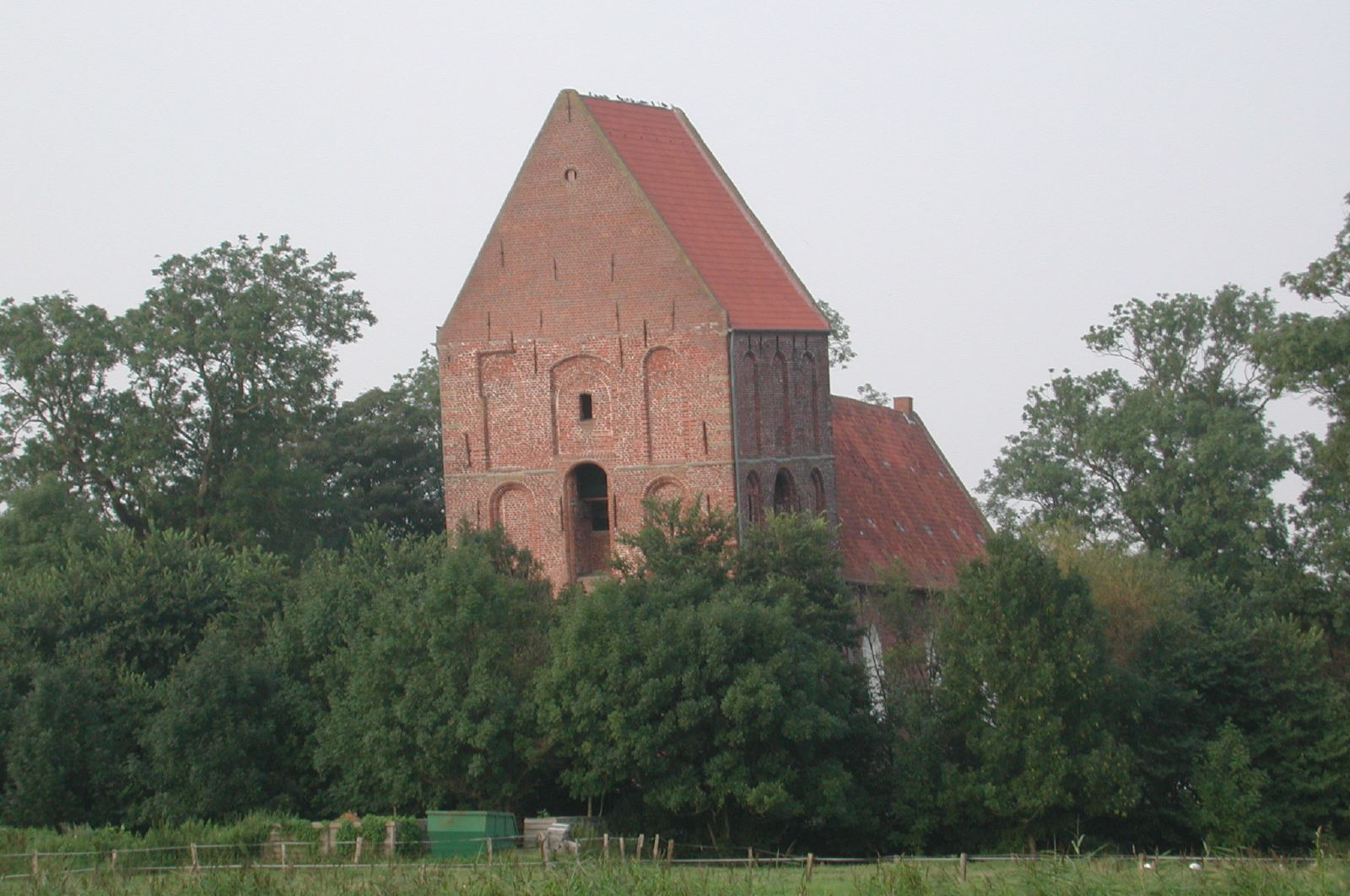
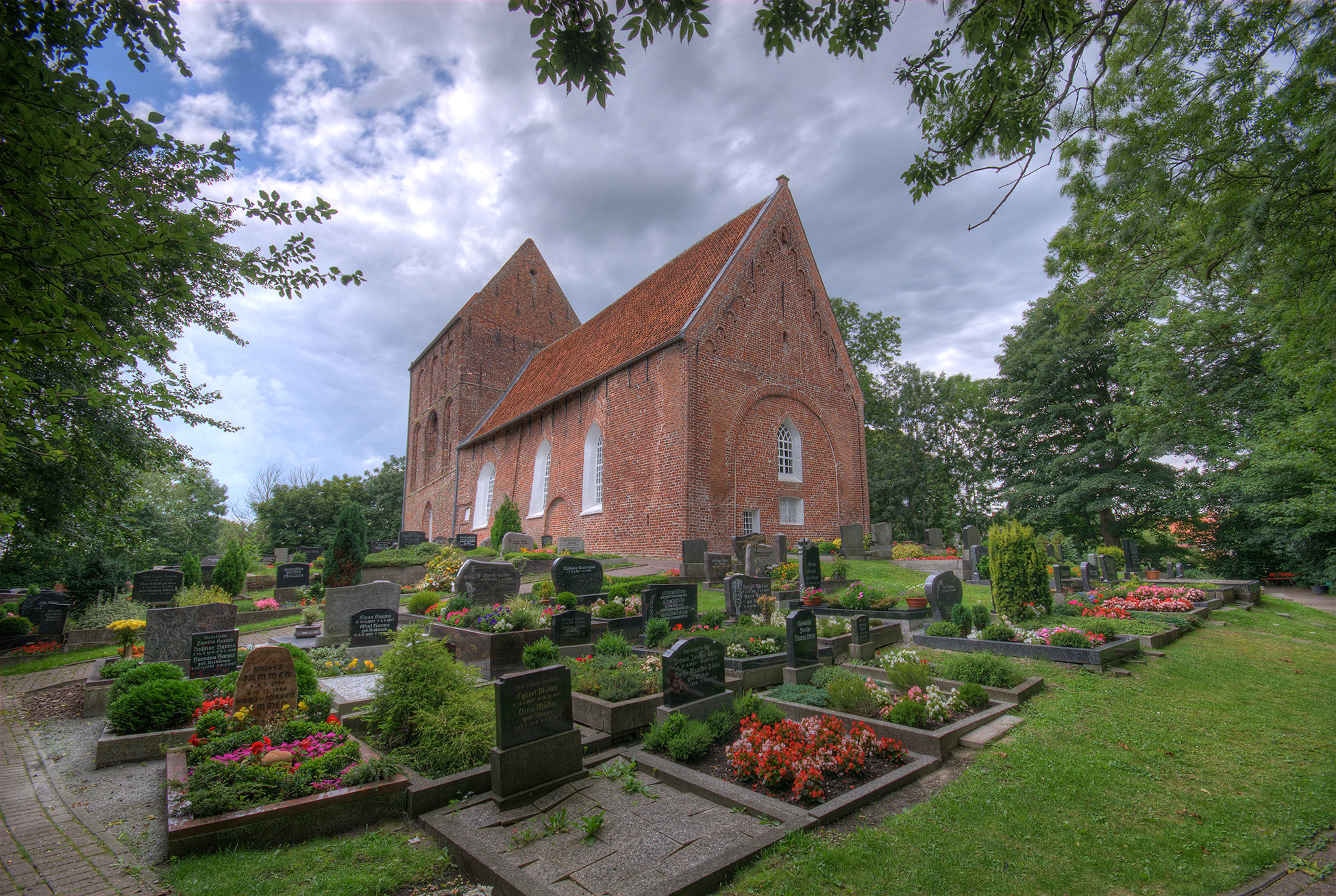
Veduta posteriore con il cimitero